# Istituti NCAA Division III
Queste sono le università statunitensi che aderiscono alla Division III organizzata dalla NCAA. È formata da college, in maggioranza privati, che scelgono di non offrire aiuti finanziari (borse di studio) ai loro studenti-atleti.

## Istituti Division III

### Alabama
- Birmingham-Southern College (Birmingham) [2nd Year Provisional Member]
- Huntingdon College (Montgomery)

### Arkansas
- Hendrix College (Conway)
- University of the Ozarks (Clarksville)

### California
- California Lutheran University (Thousand Oaks)
- California Institute of Technology (Pasadena)
- Chapman University (Orange)
- Claremont-Mudd-Scripps, a combined team of Claremont McKenna, Harvey Mudd, and Scripps Colleges (Claremont)
- La Sierra University (Riverside) [3rd Year Provisional Member]
- University of La Verne (La Verne)
- Menlo College (Atherton)
- Mills College (Oakland)
- Occidental College (Los Angeles)
- Pomona-Pitzer, a combined team of Pomona and Pitzer Colleges (Claremont)
- University of Redlands (Redlands)
- University of California, Santa Cruz (Santa Cruz)
- Whittier College (Whittier)

### Carolina del Nord
- Greensboro College (Greensboro)
- Guilford College (Greensboro)
- Meredith College (Raleigh)
- Methodist University (Fayetteville)
- North Carolina Wesleyan College (Rocky Mount)
- Peace College (Raleigh)
- Salem College (Winston-Salem)

### Colorado
- Colorado College (Colorado Springs)

### Connecticut
- Albertus Magnus College (New Haven)
- United States Coast Guard Academy (New London)
- Connecticut College (New London)
- Eastern Connecticut State University (Willimantic)
- Mitchell College (New London) [4th Year Provisional Member]
- University of Saint Joseph (West Hartford)
- Trinity College (Hartford)
- Wesleyan University (Middletown)
- Western Connecticut State University (Danbury)

### Dakota del Sud
- Presentation College (Aberdeen) [4th Year Provisional Member]

### Delaware
- Wesley College (Dover)

### Distretto di Columbia
- The Catholic University of America (Washington)
- Gallaudet University (Washington)
- Trinity Washington University (Washington)

### Georgia
- Agnes Scott College (Decatur)
- Emory University (Atlanta)
- LaGrange College (LaGrange)
- Oglethorpe University (Atlanta)
- Piedmont College (Demorest)
- Spelman College (Atlanta)
- Wesleyan College (Macon)

### Illinois
- Augustana College (Rock Island)
- Aurora University (Aurora)
- Benedictine University (Lisle)
- Blackburn College (Carlinville)
- University of Chicago (Chicago)
- Concordia University Chicago (River Forest)
- Dominican University (River Forest)
- Elmhurst College (Elmhurst)
- Eureka College (Eureka)
- Greenville College (Greenville)
- Illinois College (Jacksonville)
- Illinois Wesleyan University (Bloomington)
- Knox College (Galesburg)
- Lake Forest College (Lake Forest)
- MacMurray College (Jacksonville)
- Millikin University (Decatur)
- Monmouth College (Monmouth)
- North Central College (Naperville)
- North Park University (Chicago)
- Principia College (Elsah)
- Rockford College (Rockford)
- Wheaton College (Wheaton)

### Indiana
- Anderson University (Anderson)
- DePauw University (Greencastle)
- Earlham College (Richmond)
- Franklin College (Franklin)
- Hanover College (Hanover)
- Manchester College (North Manchester)
- Rose-Hulman Institute of Technology (Terre Haute)
- Saint Mary's College (Notre Dame)
- Trine University (Angola)
- Wabash College (Crawfordsville)

### Iowa
- Buena Vista University (Storm Lake)
- Central College (Pella)
- Coe College (Cedar Rapids)
- Cornell College (Mount Vernon)
- University of Dubuque (Dubuque)
- Grinnell College (Grinnell)
- Loras College (Dubuque)
- Luther College (Decorah)
- Simpson College (Indianola)
- Wartburg College (Waverly)

### Kentucky
- Centre College (Danville)
- Spalding University (Louisville) [1st Year Provisional Member]
- Thomas More University (Crestview Hills)
- Transylvania University (Lexington)

### Louisiana
- Louisiana College (Pineville)

### Maine
- Bates College (Lewiston)
- Bowdoin College (Brunswick)
- Colby College (Waterville)
- Husson College (Bangor)
- University of Maine at Farmington (Farmington)
- University of Maine at Presque Isle (Presque Isle)
- Maine Maritime Academy (Castine)
- University of New England (Biddeford)
- Saint Joseph's College of Maine (Standish)
- University of Southern Maine (Portland)
- Thomas College (Waterville)

### Maryland
- Frostburg State University (Frostburg)
- Goucher College (Towson)
- Hood College (Frederick)
- Johns Hopkins University (Baltimora)
- McDaniel College (Westminster)
- Notre Dame of Maryland University (Baltimora)
- St. Mary's College of Maryland (St. Mary's City)
- Salisbury University (Salisbury)
- Villa Julie College (Stevenson)
- Washington College (Chestertown)

### Massachusetts
- Amherst College (Amherst)
- Anna Maria College (Paxton)
- Babson College (Wellesley)
- Bay Path College (Longmeadow)
- Becker College (Worcester/Leicester)
- Brandeis University (Waltham)
- Bridgewater State College (Bridgewater)
- Clark University (Worcester)
- Curry College (Milton)
- Eastern Nazarene College (Quincy)
- Elms College (Chicopee)
- Emerson College (Boston)
- Emmanuel College (Boston)
- Endicott College (Beverly)
- Fitchburg State College (Fitchburg)
- Framingham State College (Framingham)
- Gordon College (Wenham)
- Lasell College (Newton)
- Lesley University (Boston)
- Mount Holyoke College (South Hadley)
- Mount Ida College (Newton)
- Massachusetts College of Liberal Arts (North Adams)
- Massachusetts Maritime Academy (Buzzards Bay)
- Massachusetts Institute of Technology (Cambridge)
- Newbury College (Brookline)
- Nichols College (Dudley)
- Pine Manor College (Chestnut Hill)
- Regis College (Weston)
- Salem State College (Salem)
- Simmons College (Boston)
- Smith College (Northampton)
- Springfield College (Springfield)
- Suffolk University (Boston)
- Tufts University (Medford)
- University of Massachusetts Boston (Boston)
- University of Massachusetts Dartmouth (Dartmouth)
- Wellesley College (Wellesley)
- Wentworth Institute of Technology (Boston)
- Western New England College (Springfield)
- Westfield State College (Westfield)
- Wheaton College (Norton)
- Wheelock College (Boston)
- Williams College (Williamstown)
- Worcester Polytechnic Institute (Worcester)
- Worcester State College (Worcester)

### Michigan
- Adrian College (Adrian)
- Albion College (Albion)
- Alma College (Alma)
- Calvin College (Grand Rapids)
- Finlandia University (Hancock)
- Hope College (Holland)
- Kalamazoo College (Kalamazoo)
- Olivet College (Olivet)

### Minnesota
- Augsburg College (Minneapolis)
- Bethany Lutheran College (Mankato)
- Bethel University (Arden Hills)
- Carleton College (Northfield)
- Concordia College (Moorhead)
- Crown College (St. Bonifacius)
- Gustavus Adolphus College (St. Peter)
- Hamline University (St. Paul)
- Macalester College (St. Paul)
- Martin Luther College (New Ulm)
- University of Minnesota Morris (Morris)
- North Central University (Minneapolis) [3rd Year Provisional Member]
- Northwestern College (Roseville)
- College of Saint Benedict (St. Joseph)
- Saint Catherine University (St. Paul)
- Saint John's University (Collegeville)
- Saint Mary's University of Minnesota (Winona)
- St. Olaf College (Northfield)
- The College of Saint Scholastica (Duluth)
- University of St. Thomas (St. Paul)

### Mississippi
- Millsaps College (Jackson)
- Mississippi College (Clinton)
- Rust College (Holly Springs)

### Missouri
- Fontbonne University (Clayton)
- Università Washington a Saint Louis (St. Louis)
- Webster University (Webster Groves)
- Westminster College (Fulton)

### Nebraska
- Doane College (Crete) [Provisional Membership starts in 2009]
- Nebraska Wesleyan University (Lincoln)

### New Hampshire
- Colby-Sawyer College (New London)
- Daniel Webster College (Nashua)
- Keene State College (Keene)
- New England College (Henniker)
- Plymouth State University (Plymouth)
- Rivier University (Nashua)

### New Jersey
- Centenary College (Hackettstown)
- The College of New Jersey (Ewing)
- Saint Elizabeth University (Convent Station)
- Drew University (Madison)
- Fairleigh Dickinson University, Florham (Madison/Florham Park)
- Kean University (Union Township)
- Montclair State University (Montclair)
- New Jersey City University (Jersey City)
- Ramapo College (Mahwah)
- Richard Stockton College of New Jersey (Pomona)
- Rowan University (Glassboro)
- Rutgers-Camden (Camden)
- Rutgers-Newark (Newark)
- Stevens Institute of Technology (Hoboken)
- William Paterson University (Wayne)

### New York
- Alfred University (Alfred)
- Bard College (Annandale-on-Hudson)
- Baruch College (New York)
- Brooklyn College (Brooklyn)
- Buffalo State College (Buffalo)
- Cazenovia College (Cazenovia)
- City College of New York (New York)
- Clarkson University (Potsdam)
- D'Youville University (Buffalo)
- Elmira College (Elmira)
- Hamilton College (Clinton)
- Hartwick College (Oneonta)
- Hilbert College (Hamburg)
- Hobart College (Geneva)
- Hunter College (New York)
- Ithaca College (Ithaca)
- John Jay College of Criminal Justice (New York)
- Keuka College (Keuka Park)
- Lehman College (Bronx)
- Manhattanville College (Purchase)
- Medaille College (Buffalo)
- Medgar Evers College (Brooklyn)
- United States Merchant Marine Academy (Kings Point)
- Mount Saint Mary College (Newburgh)
- University of Mount Saint Vincent (Bronx)
- Nazareth College (Rochester)
- College of New Rochelle (New Rochelle)
- New York City College of Technology (Brooklyn)
- New York University (New York)
- Polytechnic University (Brooklyn)
- Pratt Institute (Brooklyn)
- Rochester Institute of Technology (Rochester)
- Rensselaer Polytechnic Institute (Troy)
- Russell Sage College (Troy)
- Skidmore College (Saratoga Springs)
- St. John Fisher College (Pittsford)
- Saint Joseph's College, New York (Brooklyn) [2nd Year Provisional Member]
- Saint Joseph's College, New York (Long Island)
- St. Lawrence University (Canton)
- State University of New York at Brockport (Brockport)
- State University of New York at Cobleskill (Cobleskill) [1st Year Provisional Member]
- State University of New York at Cortland (Cortland)
- State University of New York at Farmingdale (Farmingdale)
- State University of New York at Fredonia (Fredonia)
- State University of New York at Geneseo (Geneseo)
- State University of New York Institute of Technology (Marcy)
- State University of New York Maritime College (Bronx)
- State University of New York at Morrisville (Morrisville) [3rd Year Provisional Member]
- State University of New York at New Paltz (New Paltz)
- State University of New York at Old Westbury (Old Westbury)
- State University of New York at Oneonta (Oneonta)
- State University of New York at Oswego (Oswego)
- State University of New York at Plattsburgh (Plattsburgh)
- State University of New York at Potsdam (Potsdam)
- State University of New York at Purchase (Purchase)
- College of Staten Island (Staten Island)
- Union College (Schenectady)
- University of Rochester (Rochester)
- Utica College (Utica)
- Vassar College (Poughkeepsie)
- Wells College (Aurora)
- William Smith College (Geneva)
- Yeshiva University (New York)
- York College, City University of New York (Queens)

### Ohio
- Baldwin Wallace University (Berea)
- Bluffton University (Bluffton)
- Capital University (Columbus)
- Case Western Reserve University (Cleveland)
- University of Cincinnati, Clermont College (Cincinnati) [1st Year Provisional Member]
- Defiance College (Defiance)
- Denison University (Granville)
- Franciscan University of Steubenville (Steubenville) [2nd Year Provisional Member]
- Heidelberg College (Tiffin)
- Hiram College (Hiram)
- John Carroll University (University Heights)
- Kenyon College (Gambier)
- Lake Erie College (Painesville)
- Marietta College (Marietta)
- Mount Saint Joseph University (Cincinnati)
- Mount Union College (Alliance)
- Muskingum College (New Concord)
- Oberlin College (Oberlin)
- Ohio Northern University (Ada)
- Ohio Wesleyan University (Delaware)
- Otterbein College (Westerville)
- Wilmington College (Wilmington)
- Wittenberg University (Springfield)
- College of Wooster (Wooster)

### Oregon
- George Fox University (Newberg)
- Lewis & Clark College (Portland)
- Linfield College (McMinnville)
- Pacific University (Forest Grove)
- Willamette University (Salem)

### Pennsylvania
- Albright College (Reading)
- Allegheny College (Meadville)
- Alvernia University (Reading)
- Arcadia University (Glenside)
- Baptist Bible College (Clarks Summit)
- Bryn Mawr College (Bryn Mawr)
- Cabrini University (Radnor)
- Carnegie Mellon University (Pittsburgh)
- Cedar Crest College (Allentown)
- Chatham College (Pittsburgh)
- Delaware Valley College (Doylestown)
- DeSales University (Center Valley)
- Dickinson College (Carlisle)
- Eastern University (St. Davids)
- Elizabethtown College (Elizabethtown)
- Franklin and Marshall College (Lancaster)
- Geneva College (Beaver Falls) [2nd Year Provisional Member]
- Gettysburg College (Gettysburg)
- Grove City College (Grove City)
- Gwynedd Mercy University (Lower Gwynedd Township)
- Haverford College (Haverford)
- Immaculata University (Immaculata)
- Juniata College (Huntingdon)
- Keystone College (La Plume Township)
- King's College (Wilkes-Barre)
- La Roche University (McCandless)
- Lancaster Bible College (Lancaster) [3rd Year Provisional Member]
- Lebanon Valley College (Annville)
- Lycoming College (Williamsport)
- Marywood University (Scranton)
- Messiah College (Grantham)
- Misericordia University (Dallas)
- Moravian College (Bethlehem)
- Mount Aloysius College (Cresson)
- Muhlenberg College (Allentown)
- Neumann University (Aston)
- Pennsylvania State University, Altoona (Altoona)
- Pennsylvania State University, Berks College (Reading)
- Pennsylvania State University, Erie (Erie)
- Pennsylvania State University, Harrisburg (Harrisburg) [2nd Year Provisional Member]
- Philadelphia Biblical University (Langhorne)
- University of Pittsburgh at Bradford (Bradford)
- University of Pittsburgh at Greensburg (Greensburg)
- Rosemont College (Lower Merion Township)
- Saint Vincent College (Latrobe) [3rd Year Provisional Member]
- Susquehanna University (Selinsgrove)
- Swarthmore College (Swarthmore)
- Thiel College (Greenville)
- University of Scranton (Scranton)
- Ursinus College (Collegeville)
- Washington and Jefferson College (Washington)
- Waynesburg College (Waynesburg)
- Westminster College (New Wilmington)
- Widener University (Chester)
- Wilkes University (Wilkes-Barre)
- Wilson College (Chambersburg)
- York College of Pennsylvania (York)

### Rhode Island
- Johnson and Wales University (Providence)
- Rhode Island College (Providence)
- Roger Williams University (Bristol)
- Salve Regina University (Newport)

### Tennessee
- Maryville College (Maryville)
- Rhodes College (Memphis)
- Sewanee, The University of the South (Sewanee)

### Texas
- Austin College (Sherman)
- Concordia University Texas (Austin)
- University of Dallas (Irving)
- East Texas Baptist University (Marshall)
- Hardin-Simmons University (Abilene)
- Howard Payne University (Brownwood)
- LeTourneau University (Longview)
- University of Mary Hardin-Baylor (Belton)
- McMurry University (Abilene)
- Schreiner University (Kerrville)
- Southwestern University (Georgetown)
- Sul Ross State University (Alpine)
- Texas Lutheran University (Seguin)
- Trinity University (San Antonio)
- University of Texas at Dallas (Dallas)
- University of Texas at Tyler (Tyler)

### Vermont
- Castleton State College (Castleton)
- Green Mountain College (Poultney)
- Johnson State College (Johnson)
- Lyndon State College (Lyndonville) [3rd Year Provisional Member]
- Middlebury College (Middlebury)
- Norwich University (Northfield)
- Southern Vermont College (Bennington)

### Virginia
- Averett University (Danville)
- Bridgewater College (Bridgewater)
- Christopher Newport University (Newport News)
- Eastern Mennonite University (Harrisonburg)
- Emory and Henry College (Emory)
- Ferrum College (Ferrum)
- Hampden-Sydney College (Hampden-Sydney)
- Hollins University (Roanoke)
- Lynchburg College (Lynchburg)
- Mary Baldwin College (Staunton)
- University of Mary Washington (Fredericksburg)
- Marymount University (Arlington)
- Randolph College (Lynchburg)
- Randolph-Macon College (Ashland)
- Roanoke College (Salem)
- Shenandoah University (Winchester)
- Sweet Briar College (Sweet Briar)
- Virginia Wesleyan College (Norfolk)
- Washington and Lee University (Lexington)

### Virginia Occidentale
- Bethany College (Bethany)

### Washington
- Pacific Lutheran University (Parkland)
- University of Puget Sound (Tacoma)
- Whitman College (Walla Walla)
- Whitworth College (Spokane)

### Wisconsin
- Alverno College (Milwaukee)
- Beloit College (Beloit)
- Carroll University (Waukesha)
- Carthage College (Kenosha)
- Concordia University Wisconsin (Mequon)
- Edgewood College (Madison)
- Lakeland College (Sheboygan)
- Lawrence University (Appleton)
- Maranatha Baptist Bible College (Watertown)
- Marian College (Fond du Lac)
- Milwaukee School of Engineering (Milwaukee)
- Mount Mary College (Milwaukee) [4th Year Provisional Member]
- Northland College (Ashland)
- Ripon College (Ripon)
- Saint Norbert College (De Pere)
- University of Wisconsin-Eau Claire (Eau Claire)
- University of Wisconsin-La Crosse (La Crosse)
- University of Wisconsin-Oshkosh (Oshkosh)
- University of Wisconsin-Platteville (Platteville)
- University of Wisconsin-River Falls (River Falls)
- University of Wisconsin-Stevens Point (Stevens Point)
- University of Wisconsin-Stout (Menomonie)
- University of Wisconsin-Superior (Superior)
- University of Wisconsin-Whitewater (Whitewater)
- Wisconsin Lutheran College (Milwaukee)